# يوروسام
يوروسام (بالإنجليزية: Eurosam)‏ هي الشركة الأوروبية لإنتاج الصواريخ المضادة للطائرات. يقع مقرها في باريس، وتأسست يوروسام في يونيو 1989 لتطوير عائلة المستقبل من صواريخ سطح-جو، أو مايعرف أختصاراُ ب (FSAF). كانت يوروسام في البداية مشروع مشترك بين إيروسباسيال وتاليس إلينيا سبيس وطومسون-سي إس إف. الآن ايروسباسيال أصبحت جزء من الفرع الفرنسي لشركة إم بي دي إيه (MBDA) ، وقسم أنشطة الصواريخ ومنظومات القذائف من «الينيا» أصبح الآن الفرع الإيطالي من إم بي دي إيه، وطومسون-سي إس إف أصبحت هي الآن جزء من مجموعة تاليس. وبالتالي فأن يوروسام مملوكة من قبل كل من: «إم بي دي إيه فرنسا» و«إم بي دي إيه إيطاليا» (66٪)، ومجموعة تاليس (33٪).

## وصلات خارجية
- الموقع الرسمي